# Sincronização (matemática)
O termo sincronização, que é uma derivação da palavra síncrono que por sua vez vem do grego 'χρόνος' (tempo) + 'σύν' (comum) e significa "ocorrência ao mesmo tempo", está relacionada a uma gama de fenômenos presentes em muitos ramos das ciências naturais.

Está por exemplo enraizada na vida humana e ocorre em desde processos metabólicos em nossas células as mais altas atividades cognitivas.

Um dos primeiros indivíduos a estudar esse tipo de fenômeno foi o físico
alemão  Christiaan Huygens (1629 - 1695). Ele descobriu que relógios de pêndulo, quando
pendurados em um mesmo suporte, tendem à sincronização (movimento dos pêndulos).
De forma geral, esse estado síncrono surge da competição e colaboração entre os elementos
de uma rede. Exemplos vão desde a sincronização em relógios de pêndulos à doenças neurais como
Mal de Parkinson  e Epilepsia, onde
esta última acontece quando um grupo específico de neurônios mantêm um estado síncrono

## Sincronização Completa
Este tipo de sincronização também é conhecido como sincronização idêntica ou até mesmo sincronização caótica.
O principal requisito para a sincronização completa é que os sistemas interagentes sejam todos idênticos, ou seja, eles são descritos exatamente pela mesma equação de movimento.
Esta noção de identidade implica que se as condições iniciais desses sistemas são iguais, então durante a evolução eles permanecerão iguais por todo o tempo. Entretanto, na prática, essa coincidência de estados só será realizada por todo o tempo se tal regime é estável.
Os sistemas são ditos completamente sincronizados quando existe um conjunto de condições iniciais tal que os sistemas evoluem identicamente no tempo. No caso mais simples - de dois osciladores difusivamente acoplados - as dinâmicas são descritas pelas equações diferenciais
{\displaystyle x^{\prime }=f(x)+\alpha (y-x)}
{\displaystyle y^{\prime }=f(y)+\alpha (x-y)}
onde {\displaystyle f} é um campo vetorial que modela a dinâmica isolada e {\displaystyle \alpha } é chamado de parâmetro global de acoplamento.
Um importante detalhe deste modelo é que quando {\displaystyle x=y}, então
o termo de acoplamento desaparece identicamente de forma que {\displaystyle x(t)=y(t)} ficam iguais por todo o tempo, caracterizando assim um subespaço invariante. Se esse subespaço é localmente atrativo então os sistemas exibem sincronização completa.
Considere que o campo de vetores {\displaystyle f} da dinâmica isolada dos osciladores está associado à uma dinâmica caótica. Considere também que {\displaystyle \alpha =0}. Se impormos que as condições iniciais dos osciladores são próximas, porém distintas, teremos que as trajetórias associadas irão divergir exponencialmente rápido até o ponto em que a diferença
{\displaystyle \Vert x(t)-y(t)\Vert } será tão grande quanto o próprio diâmetro do atrator.
Se considerarmos que a rede
está desacoplada mas todos os osciladores possuem as mesmas condições iniciais, teremos que
a variedade de sincronização, sob qualquer pequena perturbação, perde
sua estabilidade devido a natureza caótica da dinâmica isolada. Portanto neste modelo de acoplamento chamado difusivo não pode-se considerar que {\displaystyle \alpha =0} e nem que {\displaystyle \alpha <0}, isso porque, neste último caso, as soluções poderiam não ser limitadas e então não faria sentido falar de sincronização. Considere por exemplo {\displaystyle f=\mathbf {0} }, isto é, dinâmica nula, então a diferença {\displaystyle x(t)-y(t)=z(t)} cumpre
{\displaystyle z(t)=e^{-2\alpha t}z(0)},
de forma que a mesma só irá decrescer exponencialmente em {\displaystyle t} se {\displaystyle \alpha >0}.
Portanto, a sincronização completa é um fenômeno que ocorre apenas com base na força de interação do parâmetro global de acoplamento {\displaystyle \alpha }, e além disso ele ocorre apenas quando o acoplamento excede algum nível crítico. Alguns autores consideram que este nível crítico é proporcional ao módulo do maior expoente de Lyapunov, entretanto foi mostrado teoricamente  e em experimentos numéricos e físicos   que esta abordagem é insuficiente para garantir a estabilidade da sincronização.

## Sincronização Generalizada
Este tipo de sincronização ocorre principalmente quando os osciladores acoplados são não-idênticos, embora esse tipo de sincronização já tenha sido observada em osciladores idênticos. Dadas as variáveis dinâmicas {\displaystyle (x_{1},x_{2},...,x_{n})} e {\displaystyle (y_{1},y_{2},...,y_{n})} que determinam os estados dos osciladores no tempo, então a sincronização generalizada ocorre quando existe um operador {\displaystyle \Phi }, tal que, depois de um tempo transiente, dadas condições iniciais apropriadas, o estado do sistema {\displaystyle y} é uma função do estado do sistema {\displaystyle x}, isto é {\displaystyle (y_{1},y_{2},...,y_{n})=\Phi (x_{1},...,x_{n})}. Isso significa que a dinâmica do estado de um dos osciladores é completamente determinada pela dinâmica do outro oscilador. Quando o acoplamento ente os osciladores segue um modelo de interação recíproca então o operador {\displaystyle \Phi } precisa ser inversível.

## Sincronização em Fase
A sincronização em fase ocorre quando os osciladores mantém suas diferenças de fase limitada enquanto que suas amplitudes permanecem não-correlacionadas. Este tipo de sincronização pode ocorrer mesmo que os osciladores sejam não-idênticos.

## Sincronização emtime-lag
Neste caso a sincronização é caracterizada por um intervalo de tempo {\displaystyle \tau }, tal que
a dinâmica das variáveis dos osciladores {\displaystyle x(t)=(x_{1}(t),x_{2}(t),...,x_{n}(t))} e {\displaystyle y(t)=(y_{1}(t),y_{2}(t),...,y_{n}(t))} estão relacionadas por {\displaystyle x_{i}(t)=y_{i}(t+\tau )} para todo {\displaystyle i=1,...,n}. Intuitivamente isso significa que a dinâmica de um dos osciladores segue ou antecipa a dinâmica do outro.

## Livros
- Pikovsky, A.; Rosemblum, M.; Kurths, J. (2001). Synchronization: A Universal Concept in Nonlinear Sciences. [S.l.]: Cambridge University Press. ISBN 0-521-53352-X

- J. Milton; P. Jung (2003). Epilepsy as a Dynamic Disease. [S.l.]: Springer